# Kit Kyle
Kit Kyle (ur. 1965 w Winnetka) – amerykański kolarz torowy, srebrny medalista mistrzostw świata.

## Kariera
Pierwszym sukcesem w karierze Kita Kyle'a było zdobycie razem z kolegami z reprezentacji srebrnego medalu w drużynowym wyścigu na dochodzenie podczas mistrzostw świata juniorów. na rozgrywanych trzy lata później mistrzostwach w Colorado Springs razem z Davidem Lindseyem wywalczył srebrny medal w wyścigu tandemów. W zawodach tych Amerykanie ulegli tylko czechosłowackiemu duetowi Vítězslav Vobořil i Roman Řehounek. Kyle nigdy nie brał udziału w igrzyskach olimpijskich.